# شمشیر پنهان
شمشیر پنهان (انگلیسی: The Hidden Blade) یک فیلم درام تاریخی محصول سال ۲۰۰۴ سینمای ژاپن به کارگردانی یامادا یوجی است. داستان فیلم حول محور چندین سامورایی در دهه ۱۸۶۰ میلادی در زمان تغییر در ساختارهای حاکم و طبقاتی ژاپن می‌چرخد.

## بازیگران
- ماساتوشی ناگاسه
- هیده‌تاکا یوشی‌اوکا
- مین تاناکا
- ننجی کوبایاشی
- توموکو تاباتا
- تاکاکو ماتسو
- ریکو تاکاشیما
- کونیه تاناکا
- چیکو بایشو
- کن اوگاتا

## بازخوردها
این فیلم دارای ۸۴٪ تاییدیه در راتن تومیتوز است. همچنین دارای امتیاز ۷۶ از ۱۰۰ در متاکریتیک بر اساس ۱۱ نقد است.